# Cyperus diamantinus
Cyperus diamantinus là loài thực vật có hoa trong họ Cói. Loài này được (D.A.Simpson) Govaerts mô tả khoa học đầu tiên năm 2007.